# TouchArcade
TouchArcade (stilizzato come toucharcade) è un sito web di notizie riguardanti il mobile gaming ovvero i videogiochi per dispositivi mobili. Fu lanciato nel 2008 come sito gemello di MacRumors dal suo fondatore Arnold Kim e Blake Patterson. TouchArcade ospita anche un forum e un podcast settimanale.

## Storia
TouchArcade fu lanciato nel 2008 come blog dal fondatore di MacRumors Arnold Kim e Blake Patterson. Il sito derivato "(traccia) i nuovi giochi disponibili per iPhone e iPod Touch". Comprendeva anche articoli, recensioni e un forum. Eli Hodapp è diventato redattore capo nel 2009.
Nel 2012 TouchArcade ha creato un'app per iOS con elenchi di giochi per dispositivi mobili. Nel giugno 2015, TouchArcade ha lanciato una richiesta di finanziamento su Patreon per donazioni tramite crowdfunding. Hodapp ha spiegato che il giornalismo sui giochi per dispositivi mobili ha avuto difficoltà poiché gli sviluppatori sono passati alla pubblicità in-app e che le entrate pubblicitarie per il sito web stavano crollando. Hodapp si è dimesso dal suo incarico nel 2019 per concentrarsi sul suo ruolo di co-fondatore di GameClub e Jared Nelson gli è succeduto come redattore capo.

## Ricezione
Nel 2009, CNET ha classificato TouchArcade al sesto posto nella lista dei dieci migliori blog di giochi. Time lo ha nominato uno dei 50 migliori siti web del 2011 e ha descritto le sue recensioni come una "guida convincente e affidabile" ai giochi nell'App Store.